# 설이랑
설이랑(본명: 이민정, 1994년 1월 5일 ~ )은 대한민국의 가수이다.

## 학력
- 김천여자고등학교 (졸업)
- 경북과학대학교 (실용음악학과 / 전문학사)

## 음반
- 2013년 : The Real Story
- 2014년 : 너에게 닿기를
- 2018년 : 설이랑 러브스토리
- 2020년 : 설이랑 2020 스토리2

## 수상
- 2018년 : 제52회 가수의 날 시상식 최고 신인상
- 2019년 : 제53회 가수의 날 시상식 최우수 인기상
- 2020년 : 제18회 대한민국 전통가요대상 시상식 신인상